# Jontay Porter
Jontay Porter (Columbia, 15 novembre 1999) è un cestista statunitense professionista negli USA, radiato a vita dalla NBA per scommesse.

## Biografia
È il fratello di Michael Porter, anch'egli professionista in NBA.

## Statistiche

### College
| Anno      | Squadra         | PG | PT | MP   | TC%  | 3P%  | TL%  | RP  | AP  | PRP | SP  | PP  |
| --------- | --------------- | -- | -- | ---- | ---- | ---- | ---- | --- | --- | --- | --- | --- |
| 2017-2018 | Missouri Tigers | 33 | 7  | 24,5 | 43,7 | 36,4 | 75,0 | 6,8 | 2,2 | 0,8 | 1,7 | 9,9 |
| Carriera  | Carriera        | 33 | 7  | 24,5 | 43,7 | 36,4 | 75,0 | 6,8 | 2,2 | 0,8 | 1,7 | 9,9 |

### NBA

#### Regular Season
| Anno      | Squadra           | PG | PT | MP   | TC%  | 3P%  | TL%  | RP  | AP  | PRP | SP  | PP  |
| --------- | ----------------- | -- | -- | ---- | ---- | ---- | ---- | --- | --- | --- | --- | --- |
| 2020-2021 | Memphis Grizzlies | 11 | 0  | 4,9  | 53,3 | 37,5 | 60,0 | 1,3 | 0,1 | 0,3 | 0,1 | 2,0 |
| 2023-2024 | Toronto Raptors   | 26 | 5  | 13,8 | 38,5 | 33,3 | 83,3 | 3,2 | 2,3 | 0,8 | 0,8 | 4,4 |
| Carriera  | Carriera          | 37 | 5  | 11,2 | 40,3 | 33,8 | 78,3 | 2,6 | 1,6 | 0,6 | 0,6 | 3,7 |